# XV Almogàvers
Els XV Almogàvers és un equip de rugbi creat el 1999, que no competeix en competicions oficials, i que té per objectiu reunir jugadors de diversos clubs d'àmbit català per a jugar amistosos contra equips estrangers. La filosofia d'aquesta iniciativa parteix de l'experiència britànica dels Barbarians, i la seva lletra fundacional estableix que els valors de l'equip es fonamenten en aglutinar jugadors combatius, amb fair-play i catalanitat.